# Luther Reigns
 (mars 2025).
Si vous disposez d'ouvrages ou d'articles de référence ou si vous connaissez des sites web de qualité traitant du thème abordé ici, merci de compléter l'article en donnant les références utiles à sa vérifiabilité et en les liant à la section « Notes et références ».
Pour les articles homonymes, voir Wiese.
Matt Wiese, né le 22 septembre 1971, est un catcheur et un acteur américain. Il catche actuellement sur le circuit indépendant. Il s'est fait connaître à la World Championship Wrestling et à la World Wrestling Entertainment sous le nom de Luther Reigns.
Il n'a aucun lien parenté avec le catcheur de la WWE : Roman Reigns.

## Carrière

### World Championship Wrestling (1997-1998)
Il a débuté à la World Championship Wrestling en 1997 sous le nom de Horshu comme jobber. Il entre dans le groupe anti-nWo appelé Piper's Family, créé par « Rowdy » Roddy Piper.

### AWA Superstars of Wrestling (1999-2003)
Après son passage à la WCW, Wiese est allé à la Ultimate Pro Wrestling pour s'entraîner un peu plus. Après son entraînement, Wiese fait ses débuts dans la American Superstars of Wrestling, une relance de American Wrestling Association. Il remporta le AWA Superstar World Heavyweight Championship et le garda pendant 9 mois. Horshu s'est fait retirer son titre en l'absence de défense de titre. Après cela, Wiese quitta la fédération et signa un contrat de développement avec la WWE.

### World Wrestling Entertainment (2004-2005)
Après quelques darks matches en 2003 et en 2004, Wiese a été promu à la liste principale sous le nom de Luther Reigns où il est devenu l'assistant du général manager de WWE SmackDown Kurt Angle. Plus tard, Wiese fait ses débuts au The Great American Bash où il bat Charlie Haas, un ancien membre de l'équipe de Kurt Angle.
En septembre, Reigns et Angle introduit un nouveau membre dans leur équipe, Mark Jindrak lors de leur match par équipe contre Big Show et Eddie Guerrero. Il a participé au Royal Rumble 2005 mais sans succès. Reigns gagne la majorité de ces matchs a Velocity jusqu'à ce qu'il soit libéré de son contrat le 11 mai 2005.

## Palmarès
- AWA Superstars of Wrestling
  - AWA Superstars World Heavyweight Championship (1 fois)

## Filmographie

### Cinéma
- 2004 : Girl Next Door : Mule (en tant que Matt 'Horshu' Wiese)
- 2008 : Somtum
- 2010 : True Legend : Younger Scot Brother (en tant que Matt Weise)
- 2014 : Cops : Les Forces du désordre : Pupa's Rival (en tant que Matt 'Horshu' Wiese)
- Prochainement : Spring Break '83

### Télévision

#### Séries télévisées
- 1997 : WCW Monday Nitro : Roddy Piper's 2nd Opponent
- 1998 : WCW World Championship Wrestling : Horshu
- 2002 : WWE Velocity : Luther Reigns (2004-2005) (en tant que Matt 'Horshu' Wiese)
- 2004-2005 : WWE SmackDown! : Luther Reigns
- 2005 : WWE Byte This! : Luther Reigns
- 2006 : My Bare Lady : Lui-même
- 2007-2008 : Canoga Park : Jackamo
- 2008 : Heroes : Milosh
- 2009 : Les Experts : Vinnie Mingus